# Arutanga
Arutanga - główne miasto należące do atolu Aitutaki na Południowych Wyspach Cooka. 
Główne nabrzeże jest położone tutaj, i jest tutaj również dostęp do laguny. Największy supermarket jest również położony w Arutanga.
Od prawej strony nabrzeża znajduje się miejsce gier rybnych gdzie publiczność również może uczestniczyć w rybnych konkurencjach.